# Referéndum constitucional y consulta popular de Ecuador de 2018
El referéndum constitucional y consulta popular de Ecuador de 2018 fueron un proceso electoral que se realizó el domingo 4 de febrero de 2018 en Ecuador para reformar la constitución y consultar a la ciudadanía sobre temas de importancia nacional. La consulta fue anunciada el 2 de octubre de 2017 por el presidente Lenin Moreno. La papeleta de votación constó de siete preguntas para que los votantes puedan aprobar o rechazar. La participación en la votación fue del 82.1%.

## Antecedentes
La noche del 4 de septiembre, el presidente Lenín Moreno realizó el primer anuncio sobre la Consulta Popular, donde indicó que la posibilidad de llamar a la misma estaba bajo análisis. Dos semanas más tarde, el 18 de septiembre del 2017, el presidente convocó a los ciudadanos interesados en enviar preguntas para su análisis y posible incorporación a la consulta.
El presidente Lenín Moreno, luego de adelantar el término de espera que estaba establecido por la Corte Constitucional, envió por decreto ejecutivo la orden de dar paso a la Consulta Popular. Esto se dio anteriormente también, cuando en el 2015, Rafael Correa instó al CNE a ejecutar la Consulta popular en La Manga del Cura de 2015, mediante la firma de un decreto ejecutivo para realizar el plebiscito.

## Desarrollo

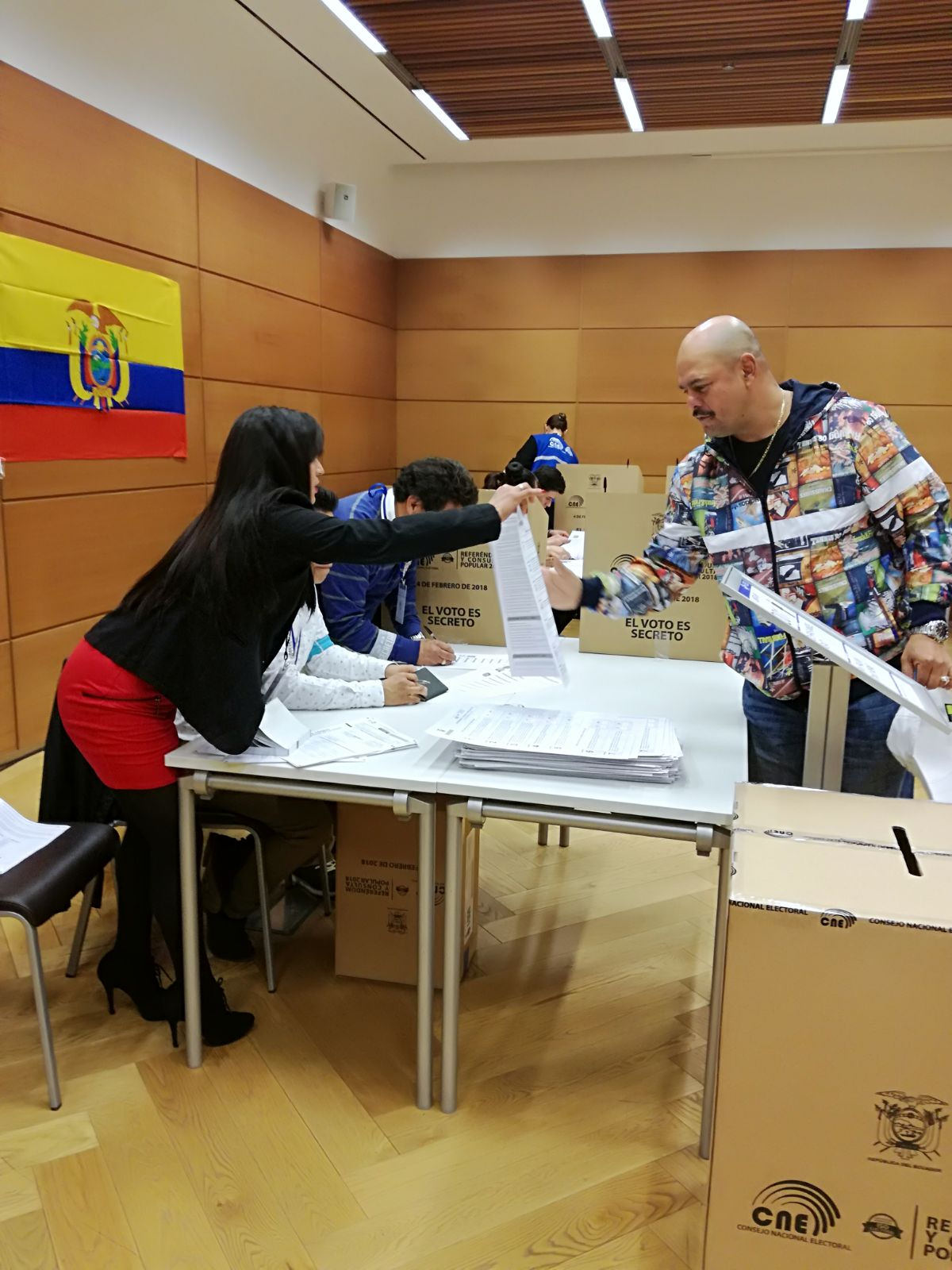
Ciudadanos ecuatorianos votando en el exterior durante el referéndum

Los temas propuestos por Moreno son sobre la revocación de mandato a funcionarios públicos culpables de corrupción, remoción y nombramiento de integrantes del Consejo de Participación Ciudadana y Control Social (CPCCS), reelección indefinida, explotación petrolera en el parque Yasuní, límites a la minería metálica, derogación de la Ley de Plusvalía y la no prescripción de los delitos sexuales contra niños y adolescentes. Cinco preguntas mediante referéndum implicaría cambios concretos a la Constitución, y dos preguntas mediante consulta popular reformarán leyes actuales.

### Activación de la Consulta
Mientras se esperaba la resolución de la Sala de Admisión de la Corte Constitucional sobre las preguntas de la consulta, el 29 de noviembre, el presidente Moreno decretó la convocatoria a Consulta Popular y Referéndum directamente, sin dictamen previo de la Corte Constitucional, que ya había convocado la sesión extraordinaria para el 5 de diciembre, basándonse en la Ley Orgánica Ley Orgánica de Garantías Jurisdiccionales y Control Constitucional en la que se estipula que si la Corte, pasando los 20 días de conocimiento de la causa, no se pronuncia se considerará que emite un dictamen positivo, habiéndose presentado las preguntas el 2 de octubre, presentando la secretaria jurídica los decretos al CNE para la convocatoria oficial a los comicios.
El CNE, el 1 de diciembre anunció que la convocatoria a elecciones será el 7 de diciembre y las elecciones se efectuaran el domingo 4 de febrero de 2018.

### Organización del Consejo Nacional Electoral
El Consejo Nacional Electoral de Ecuador es el ente encargado de regular y ejecutar el plebiscito. Desde el anuncio de la convocatoria a elecciones mediante decreto por parte del primer mandatario Lenín Moreno, la organización del Consejo Nacional Electoral ha tenido cambios en su directiva. Juan Pablo Pozo renunció a su cargo como presidente de la entidad el 29 de noviembre de 2017, dándole paso a que la vicepresidenta del organismo, Nubia Villacís, se titularice al siguiente día, y que Marcela Paredes pase de ser consejera a vicepresidenta.

#### Manejo financiero y económico
El costo estimado para la consulta popular a nivel general es de 48 millones de dólares. El primer monto que el Ministerio de Finanzas de Ecuador desembolsó para la realización de la consulta fue de 4 millones de dólares, pendiente de otorgar al CNE los valores restantes conforme lo solicite.

#### Logística de seguridad
El CNE firmó un convenio con el Ministerio de Defensa de Ecuador para la realización de un operativo de seguridad y custodia electoral para la organización, ejecución y evaluación del plebiscito. Patricio Zambrano, titular del organismo, aclaró que contaban con un número de aproximadamente 42 mil militares que estarán concentrados durante las votaciones.

#### Transmisión de datos
Para la transmisión de datos, el Consejo Nacional Electoral informó que ya no se contará con la empresa Telconet S.A., sino que se usará la infraestructura estatal, dándole paso así a la ecuatoriana CNT para coordinar y ejecutar la transmisión de datos electorales.

### Campaña electoral
Una vez abierto el período de inscripciones para que las organizaciones políticas pudieran registrarse oficialmente para hacer campaña política por las opciones del Sí y el No, los partidos políticos ya calificados en los que todos harán campaña por el Sí son CREO, Alianza País (afines a Lenín Moreno), Unidad Popular, Unión Ecuatoriana, Partido Social Cristiano, Centro Democrático, Izquierda Democrática, Adelante Ecuatoriano Adelante, Justicia Social, Fuerza Ecuador, Fuerza Compromiso Social, SUMA, Pachakutik, Concertación, Avanza y el Partido Socialista. Mientras el Foro de Mujeres y la facción correísta de Alianza País indicó que apoyará la campaña por el No.
El periodo de campaña inició el 3 de enero de 2018 siendo dos días después que el exmandatario Rafael Correa retorno al país para liderar la campaña por el No. Mientras, Unidad Popular ratificó su postura de apoyo a la consulta el 6 de enero, así como luego lo hiciera Izquierda Democrática el 13 de enero.

### Campaña electoral en el Exterior
Rafael Correa se movilizó en Italia, España y su lugar de residencia, Bélgica; los comités de la Revolución Ciudadana lograron un triunfo dentro de la circuscripcion en las preguntas 1 y 2, auspiciadas por Correa. Varios grupos políticos, y movimientos de migrantes lideraron la campaña del SI en el Exterior. Esta opción se impuso en todas las preguntas en España, Italia y Francia.

### Observación electoral
El proceso electoral será supervisado por más de 150 observadores electorales, entre ellos representantes de la Unión de Naciones Suramericanas (Unasur), la Organización de Estados Americanos (OEA), la Unión Interamericana de Organismos Electorales (Uniore) y la Asociación Mundial de Organismos Electorales (A-WEB). La Organización de los Estados Americanos observará el proceso la delegación a cargo del jefe de la misión, Leonardo Valdés Zurita.  La misión de la Unasur visitará seis provincias de Ecuador integrado por 30 delegados de 9 países para las elecciones.

## Preguntas del referéndum y consulta popular

### Referéndum
- 1.- "¿Está usted de acuerdo con que se enmiende la Constitución para que se sancione a toda persona condenada por actos de corrupción con su inhabilitación para participar en la vida política y con la pérdida de sus bienes, como dice el Anexo 1?".
- 2.- "Para garantizar el principio de alternabilidad, ¿está usted de acuerdo con enmendar la Constitución de la República del Ecuador para que todas las autoridades de elección popular puedan ser reelectas por una sola vez para el mismo cargo, recuperando el mandato de la Constitución de Montecristi y dejando sin efecto la reelección indefinida aprobada mediante enmienda por la Asamblea Nacional el 3 de diciembre de 2015, según lo establecido en el Anexo 2?".
- 3.- "¿Está usted de acuerdo con enmendar la Constitución de la República del Ecuador para reestructurar el Consejo de Participación Ciudadana y Control Social, así como dar por terminado el periodo constitucional de sus actuales miembros y que el Consejo que asuma transitoriamente sus funciones tenga la potestad de evaluar el desempeño de las autoridades cuya designación le corresponde, pudiendo, de ser el caso, anticipar la terminación de sus períodos de acuerdo al Anexo 3?".
- 4.- “¿Está usted de acuerdo con enmendar la Constitución para que nunca prescriban los delitos sexuales en contra de niñas, niños y adolescentes, según el Anexo 4?".
- 5.- "¿Está usted de acuerdo con enmendar la Constitución de la República del Ecuador para que se prohíba la minería metálica en todas sus etapas, en áreas protegidas, en zonas intangibles, y centros urbanos, según el Anexo 5?".

### Consulta Popular
- 6.- "¿Está usted de acuerdo con que se derogue la Ley Orgánica para Evitar la Especulación sobre el Valor de Tierras y Especulación de Tributos, conocida como Ley de Plusvalía, según el Anexo I?".[21]
- 7.- "¿Está usted de acuerdo en incrementar la zona intangible al menos 50.000 hectáreas y reducir el área de explotación petrolera autorizada por la Asamblea Nacional en el parque nacional Yasuní de 1.030 hectáreas a 300 hectáreas?".

Fuente:

## Encuestas
| Fecha      | Fuente              | Pregunta 1 | Pregunta 1 | Pregunta 2 | Pregunta 2 | Pregunta 3 | Pregunta 3 | Pregunta 4 | Pregunta 4 | Pregunta 5 | Pregunta 5 | Pregunta 6 | Pregunta 6 | Pregunta 7 | Pregunta 7 |
| Fecha      | Fuente              | SÍ         | NO         | SÍ         | NO         | SÍ         | NO         | SÍ         | NO         | SÍ         | NO         | SÍ         | NO         | SÍ         | NO         |
| ---------- | ------------------- | ---------- | ---------- | ---------- | ---------- | ---------- | ---------- | ---------- | ---------- | ---------- | ---------- | ---------- | ---------- | ---------- | ---------- |
| 12/12/2017 | Perfiles de Opinión | 74%        | 13%        | 56%        | 29%        | 61%        | 23%        | 74%        | 13%        | 66%        | 19%        | 62%        | 23%        | 63%        | 22%        |
| 6/01/2018  | Click               | 80.8%      | 19.2%      | 71.1%      | 28.9%      | 72.5%      | 27.5%      | 81.1%      | 18.9%      | 70.8%      | 29.2%      | 67.1%      | 32.9%      | 68.4%      | 31.6%      |
| 11/01/2018 | Diagnóstico         | 67.6%      | 32.4%      | 60.5%      | 39.5%      | 64.2%      | 35.8%      | 67.3%      | 32.7%      | 63.4%      | 36.6%      | 59.8%      | 40.2%      | 60.2%      | 39.8%      |
| 15/01/2018 | CEDATOS             | 83.9%      | 16.1%      | 70.6%      | 29.4%      | 72.8%      | 27.2%      | 83.3%      | 16.7%      | 73.8%      | 26.2%      | 72.3%      | 27.7%      | 77.0%      | 23.0%      |
| 22/01/2018 | Eureknow            | 74%        | 26%        | 69.3%      | 30.7%      | 66.1%      | 33.9%      | 82.9%      | 17.1%      | 69.8%      | 30.2%      | 66.6%      | 33.4%      | 68.0%      | 32.0%      |

## Resultados
| Preguntas        | Sí         | Sí         | No         | No         | Blancos    | Nulos      |
| Preguntas        | Votos      | %          | Votos      | %          | Votos      | Votos      |
| Referéndum       | Referéndum | Referéndum | Referéndum | Referéndum | Referéndum | Referéndum |
| ---------------- | ---------- | ---------- | ---------- | ---------- | ---------- | ---------- |
| Pregunta 1       | 7.036.604  | 73.71      | 2.509.773  | 26.29      | 386.817    | 585.167    |
| Pregunta 2       | 6.115.590  | 64.20      | 3.410.298  | 35.80      | 378.973    | 610.738    |
| Pregunta 3       | 5.983.061  | 63.08      | 3.501.797  | 36.92      | 412.276    | 619.393    |
| Pregunta 4       | 6.959.575  | 73.53      | 2.505.705  | 26.47      | 433.070    | 618.414    |
| Pregunta 5       | 6.486.181  | 68.62      | 2.966.583  | 31.38      | 479.625    | 585.081    |
| Consulta popular |            |            |            |            |            |            |
| Pregunta 6       | 5.966.923  | 63.10      | 3.489.513  | 36.90      | 450.745    | 609.729    |
| Pregunta 7       | 6.337.768  | 67.31      | 3.077.785  | 32.69      | 538.273    | 563.948    |

Fuente:

### Resultados Por Provincia
|  | 70.35 % |

|  | 29.65 % |

|  | 82.50 % |

|  | 17.50 % |

|  | 72.65 % |

|  | 27.35 % |

|  | 76.98 % |

|  | 23.02 % |

|  | 79.53 % |

|  | 20.47 % |

|  | 77.35 % |

|  | 22.65 % |

|  | 61.93 % |

|  | 38.07 % |

|  | 74.46 % |

|  | 25.54 % |

|  | 78.05 % |

|  | 21.95 % |

|  | 63.16 % |

|  | 36.84 % |

|  | 69.46 % |

|  | 30.54 % |

|  | 78.51 % |

|  | 21.49 % |

|  | 60.85 % |

|  | 39.15 % |

|  | 51.69 % |

|  | 48.31 % |

|  | 82.01 % |

|  | 17.99 % |

|  | 86.01 % |

|  | 13.99 % |

|  | 84.43 % |

|  | 15.57 % |

|  | 72.08 % |

|  | 27.92 % |

|  | 77.53 % |

|  | 22.47 % |

|  | 57.46 % |

|  | 42.54 % |

|  | 64.61 % |

|  | 35.39 % |

|  | 69.56 % |

|  | 30.44 % |

|  | 81.00 % |

|  | 19.00 % |

|  | 81.30 % |

|  | 18.70 % |

|  | 100 % |